# Biogeochimica

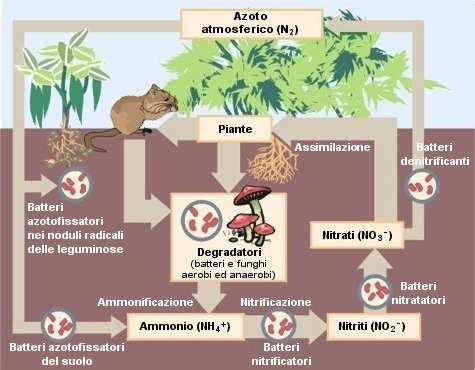
Shematizzazione del ciclo dell'azoto.

La biogeochimica è la disciplina scientifica che si occupa dello studio dei processi chimici, fisici, geologici e biologici che governano la composizione dell'ambiente naturale e i cicli di materia ed energia ai quali è legata la variazione nel tempo e nello spazio dei componenti chimici della Terra. Uno studio approfondito della biogeochimica richiede necessariamente un approccio integrato con le diverse discipline affini.

## Storia e sviluppi
Fondatore della biogeochimica viene ritenuto lo scienziato russo Vladimir Vernadskij, che con la pubblicazione nel 1926 del libro  La Biosfera gettò le basi per lo sviluppo successivo di questa disciplina. Vernadskij teorizzò la distinzione dell'universo in tre sfere, con il termine "sfera" di significato simile al concetto geometrico elaborato da Bernhard Riemann. Egli osservò che ogni sfera possiede le sue proprie leggi evolutive, e le sfere superiori modificano e dominano quelle sottostanti. Le tre sfere sono rappresentate rispettivamente dalla geosfera (sfera abiotica), dalla biosfera (sfera dei viventi) e dalla noosfera (sfera dei processi cognitivi umani).
Così come l'insieme degli esseri viventi modifica la geosfera, le attività umane (come l'agricoltura e l'industria) modificano la biosfera e la sfera abiotica. L'influenza degli esseri umani sulle altre due sfere, nell'ambiente contemporaneo, è comparabile all'effetto di una forza geologica (vedi antropocene).
Più recentemente, i concetti basilari della biogeochimica sono stati ripresi da James Lovelock nella sua elaborazione della ipotesi Gaia, in cui enfatizza il concetto che i processi legati alla vita agiscono sulla Terra tramite meccanismi a feedback che la rendono abitabile. I moderni sviluppi della limnologia tendono a porre particolare attenzione anche alla biogeochimica delle acque interni non correnti.

## Descrizione
Come già detto, la biogeochimica assume interessi interdisciplinari. Tra i differenti campi scientifici correlati sono inclusi: le scienze atmosferiche, la biologia, l'ecologia, la geomicrobiologia, la chimica ambientale, la geologia, l'oceanografia e le scienze del suolo. Questi campi sono spesso inclusi nelle più ampie discipline delle scienze della Terra e delle scienze ambientali.
Molto attiva è la ricerca nell'ambito dei cicli biogeochimici di elementi chimici quali carbonio, ossigeno, azoto, fosforo e zolfo, e nell'ambito dello studio dei loro isotopi stabili. Vengono studiati anche i cicli di elementi in tracce, come le tracce di metalli, e i radionuclidi. La ricerca biogeochimica ha ovvie implicazioni nello studio dei depositi minerari e petroliferi, nonché nel suggerire rimedi all'inquinamento ambientale.
Alcuni importanti campi di ricerca della biogeochimica includono:
- elaborazione di modelli per descrivere i sistemi naturali;
- processi per contrastare l'acidificazione del suolo e dell'acqua;
- l'aumentata eutrofizzazione delle acque superficiali;
- sequestro dell'anidride carbonica;
- rimedi per la cura del suolo;
- mutamento climatico;
- prospezione biogeochimica dei depositi minerari e petroliferi.